# The Best Songs
The Best Songs è un album raccolta di Eric Andersen, pubblicato dalla Arista Records nel 1977.

## Tracce
Brani composti da Eric Andersen.
Lato A
1. Is It Really Love at All – 5:25 – Tratto dall'album: Blue River (1972)
2. I Shall Go Unbounded – 4:41 – Registrato dal vivo al The Bitter End di New York City
3. Violets of Dawn – 4:53 – Registrato dal vivo al The Bitter End di New York City
4. Be True to You – 4:07 – Tratto dall'album: Be True to You (1975)
5. Hey Babe, Have You Been Cheatlin' – 2:35 – Registrato a Los Angeles

Durata totale: 21:41
Lato B
1. Thirsty Boots – 4:23 – Registrato dal vivo al The Bitter End di New York City
2. Moonchild River Song – 3:45 – Tratto dall'album: Be True to You (1975)
3. Blue River – 4:51 – Tratto dall'album: Blue River (1972)
4. Close the Door Lightly – 3:18 – Registrato a Los Angeles
5. Time Run Like a Freight Train (1975) – 8:35 – Tratto dall'album: Be True to You (1975)

Durata totale: 24:52

## Musicisti
Is It Really Love at All
- Eric Andersen – voce, chitarra acustica, pianoforte, armonica
- Andy Johnson – chitarra elettrica, vibrafono
- Deborah Green Andersen – pianoforte, accompagnamento vocale
- Mark Spoor – basso
- Gerry Carrigan – percussioni
- Glenn Spreen – woodwind, arrangiamenti strumenti a corda

I Shall Go Unbounded, Violets of Dawn, Thirsty Boots, Hey Babe, Have You Been Cheatlin' e Close the Door Lightly
- Eric Andersen – chitarra, voce
- Jesse Ed Davis – chitarra
- Arlen Roth – chitarra
- Bill Smith – pianoforte
- Mark Kunkel – armonica
- Bob Glaub – basso
- Mike Baird – batteria
- Bobbye Hall – percussioni
- Brooks Hunnicut – accompagnamento vocale
- Steve Woods – accompagnamento vocale

Be True to You, Moonchild River Song e Time Run Like a Freight Train
- Eric Andersen – voce, chitarra acustica, chitarra a dodici corde, armonica
- Dean Parks – chitarra elettrica
- Howard Emerson – chitarra acustica, dobro
- Tom Hensley – pianoforte
- Tom Sellers – clavinet elettrico
- Tom Scott – sassofono tenore
- Scott Edwards – basso
- John Guerin – batteria
- Russ Kunkel – batteria
- Gary Coleman – percussioni
- Emanuel Moss – concert master, primo violino
- Ernie Watts – flauto (brano: Time Run Like a Freight Train)
- Jesse Ehrlich – violoncello (brano: Time Run Like a Freight Train)
- Jennifer Warren – accompagnamento vocale
- Andy Robinson – accompagnamento vocale
- Ginger Blake – accompagnamento vocale
- Maxine Willard Waters – accompagnamento vocale
- Julia Tillman Waters – accompagnamento vocale
- Doug Haywood – accompagnamento vocale
- Ray Buckwich – accompagnamento vocale
- Herb Pedersen – accompagnamento vocale
- Orwin Middleton – accompagnamento vocale
- Mike Condello – accompagnamento vocale
- Deborah Andersen – accompagnamento vocale
- Joni Mitchell – accompagnamento vocale
- Jennifer Muldaur – accompagnamento vocale
- Maria Muldaur – accompagnamento vocale
- Jackson Browne – accompagnamento vocale

Blue River
- Eric Andersen – voce, chitarra acustica, pianoforte, armonica
- Andy Johnson – chitarra elettrica
- Weldon Myrick – chitarra steel
- Kevin Kelly – accordion
- Mark Spoor – basso
- Kenneth Buttrey – batteria
- Joni Mitchell – accompagnamento vocale
- Deborah Green Andersen – accompagnamento vocale